# شريان لوحي منعطف
شريان لوحي منعطف (بالإنجليزية: Circumflex scapular artery)‏‏ هو شريان يتفرعُ من شريان تحت الكتف.